# Charly (canção)
Charly foi o segundo single lançado pelo grupo britânico The Prodigy.
A canção contém samples retirados de um filme informativo britânico chamado Charley Says. Liam Howlett foi processado por usar os samples sem autorização, mas acabou ganhando o processo. Apesar do grande sucesso do single, mais tarde a revista Mixmag criticou o grupo por inspirar o uso indevido de samples retirados de programas infantis, como os das músicas Sesame's Street do grupo Smart E's e A Trip to Trumpton de Urban Hype.
O videoclipe da canção foi dirigido por Russel Curtis, e continha cenas de apresentações do grupo juntamente com efeitos e algumas cenas de "Charley Says".
O single foi lançado em vários formatos. Tanto a gravadora XL Recordings como a Elektra lançaram o single, com diferentes versões da música. A Elektra lançou o single em 1992.

## Faixas
Lista com as principais versões do single.

### XL Recordings

#### Disco de vinil 7"
A. Charly (Alley Cat Mix 7" Edit) (3:38)
B. Charly (Original Mix) (3:56)

#### CD single e disco de vinil 12"
1. Charly (Original mix) (3:56)
2. Pandemonium (4:25)
3. Your Love (6:00)
4. Charly (Alley Cat mix) (5:27)

### Elektra

#### Disco de vinil 12"
A1. Charly (Beltram says mix) (5:27) (remix de Joey Beltram)
A2. Charly (Alley Cat mix) (5:27)
AA1. Everybody in the Place (Dance Hall version) (5:33) (remix de Moby)
AA2. Everybody in the Place (Fairground mix) (5:08)

#### CD single
1. Charly (Beltram says mix) (5:27) (remix de Joey Beltram)
2. Charly (Alley Cat mix) (5:27)
3. Everybody in the Place (Dance Hall version) (5:33) (remix de Moby)
4. Everybody in the Place (Fairground mix) (5:08)
5. Your Love (The Original Excursion) (6:00)
6. G-Force (Part 1) (5:18)

### Outras versões
Charly (Trip into Drum and Bass Version) (5:12) -- contida no álbum The Prodigy Experience